# Mentiras, la serie
Mentiras, la serie es una serie de televisión mexicana de comedia dramática musical basada en la obra de mismo nombre de José Manuel López Velarde. Se estrenó en Amazon Prime Video el 13 de junio de 2025. Está protagonizada por Belinda, Diana Bovio, Regina Blandón, Mariana Treviño y Luis Gerardo Méndez.
Además, a pocos días de su estreno se convirtió en una de la series más vistas del año 2025 en varios países de América Latina, superando a producciones de habla inglesa.

## Sinopsis
Ambientada en la década de 1980, la serie gira en torno a cuatro mujeres: Daniela, Dulce, Yuri y Lupita, quienes se conocen en el funeral de Emmanuel Mijares. En su encuentro, descubren que todas mantuvieron una relación romántica con él al mismo tiempo, lo que las convierte en las principales sospechosas de su muerte. A través de flashbacks y números musicales, cada una cuenta su versión de su relación y sus engaños.

## Elenco
- Belinda es Daniela Levy de Mijares [5]
- Diana Bovio es Dulce D'Alessio [6]
- Regina Blandón es Yuri Bosé [2]
- Mariana Treviño es Lupita Romo [7]
- Luis Gerardo Méndez es Emmanuel Mijares [2]

## Producción
La serie fue anunciada el 11 de marzo de 2024, con Belinda, Luis Gerardo Méndez, Diana Bovio, Mariana Treviño y Regina Blandón en los papeles principales. El rodaje finalizó después de 75 días el 5 de junio de 2024.